# Ingvar Wixell
Karl Gustaf Ingvar Wixell, född 7 maj 1931 i Luleå, död 8 oktober 2011 i Sankt Pauli församling i Malmö, var en svensk operasångare, en av 1900-talets ledande inom baryton-facket. Hans varma, fasta röst och kraftfulla scennärvaro gjorde honom till en dramatisk uttolkare av operaroller. Hans framställningar av titelrollen i Simon Boccanegra och av Don Carlos i Ödets makt ansågs tillhöra samtidens bästa Verditolkningar.

## Biografi

### Uppväxt och studier
Ingvar Wixell var son till reparatören Otto Wixell och Gertrud, född Lundgren. Han kom från en musikalisk familj i Luleå. Där började han sjunga i kör och spela  altviolin i Luleå orkesterförening. Efter sångstudier för operasångerskan och sångpedagogen Dagmar Gustafson i Stockholm studerade han vid Kungliga Musikhögskolan, där han 1955 tog examen.

### Karriär
Han debuterade samma år som Papageno i Mozarts Trollflöjten under en turné av Riksteatern. Han var anställd på Kungliga Teatern 1955–1967. Där gjorde han till att börja mer lyriska roller som Figaro i Rossinis Barberaren i Sevilla och Escamillo i Bizets Carmen men senare mer dramatiska roller som Amonasro i Verdis Aida, Baron Scarpia i Puccinis Tosca och titelrollerna i Verdis Rigoletto respektive Simon Boccanegra.
År 1967 gjorde Wixell sin amerikanska debut i San Francisco som Belcore i Donizettis Kärleksdrycken. Vid svenska Melodifestivalen 1965 framförde Wixell samtliga bidrag. Han framförde sedan vinnarmelodin ”Annorstädes vals” i Eurovision Song Contest samma år. Vid festspelen i Salzburg 1967 gjorde han greve Almaviva i Mozarts Figaros bröllop och Don Pizarro i Beethovens Fidelio. Samma år började han på Deutsche Oper Berlin, där han kom att verka som fast medlem av ensemblen i mer än 30 år. Han gjorde sin sista föreställning där som Scarpia mot Katarina Dalayman den 9 november 1998.
Wixell debuterade i Bayreuth 1971 som Härroparen i Lohengrin, på Covent Garden 1972 i titelrollen i Verdis Simon Boccanegra, på Metropolitan i New York som Rigoletto 1973. Han har även sjungit i Salzburg, Wien och i München. Wixell avslutade sin karriär med rollen som Musikläraren i Richard Strauss Ariadne på Naxos på Malmö Opera 2003.
Han sjöng också en mer lättillgänglig repertoar, till exempel operettstycken och schlagermelodier, och blev under 1960-talet mycket uppskattad för sina tolkningar och inspelningar av Fridas visor. Tillsammans med basen Erik Saedén sjöng han även in Gunnar Wennerbergs Gluntarne till Åke Jelvings orkester och med Ejnar Haglund vid flygeln.

### Familj
Ingvar Wixell var 1956–1964 gift med operasångerskan Busk Margit Jonsson (född 1929) och fick dottern Marit Wixell (född 1956). Andra gången var han sedan gift från 1968 till sin död med Margareta Henriksson (född 1937), förut gift med tyske skådespelaren Wolfgang Neuss. Ingvar Wixell adopterade deras dotter Harriet "Jette" Neuss Wixell (född 1962).
Ingvar Wixell är gravsatt på Limhamns kyrkogård.

## Priser och utmärkelser
- 1967 – Hedersledamot vid Norrlands nation
- 1970 – Berliner Kammersänger i Tyskland[20]
- 1973 – Hovsångare[21]
- 1978 – Litteris et Artibus[21]
- 1979 –  Großes Verdienstkreuz der Bundesrepublik Deutschland[21]
- 1980 – Ledamot nr 830 av Kungliga Musikaliska Akademien den 8 maj[21]
- 1991 – Illis Quorum för "hans betydelsefulla och världen över uppmärksammade insatser inom sångkonsten, i synnerhet på operans område"[22]
- 1993 – Teaterförbundets guldmedalj för "utomordentlig konstnärlig gärning"
- 2004 – Medaljen för tonkonstens främjande

## Roller
| Rollfigur        | Opera                          | Tonsättare              | Datum och år     | Plats                       |
| ---------------- | ------------------------------ | ----------------------- | ---------------- | --------------------------- |
| Papageno         | Trollflöjten                   | Wolfgang Amadeus Mozart | 1955             | Kungliga Operan             |
| Silvio           | Pajazzo                        | Ruggiero Leoncavallo    |                  | Kungliga Operan             |
| Kungen           | Porträttet                     | Hilding Rosenberg       | 15 oktober 1956  | Kungliga Operan             |
| Figaro           | Barberaren i Sevilla           | Gioacchino Rossini      |                  | Kungliga Operan             |
| Oscar Andersson  | Fridas visor (sångspel)        | Birger Sjöberg          | 7 mars 1958      | Blancheteatern              |
| Tarquinius       | Lucretia                       | Benjamin Britten        | 7 juni 1958      | Drottningholms slottsteater |
| Dir. Brisk       | Milda makter (Three's Company) | Antony Hopkins          | 13 november 1958 | Blancheteatern              |
| Ruggiero         | Alcina                         | Georg Friedrich Händel  | 14 april 1959    | Kungliga Operan             |
| Lukas            | Den tappre soldaten Svejk      | Robert Kurka            | 28 november 1959 | Kungliga Operan             |
| Marcel           | La Bohème                      | Giacomo Puccini         | ca 1959          | Kungliga Operan             |
| Silvano          | Maskeradbalen                  | Giuseppe Verdi          | 1960             | Kungliga Operan             |
| Rigoletto        | Rigoletto                      | Giuseppe Verdi          |                  | Kungliga Operan             |
| Don Giovanni     | Don Giovanni                   | Wolfgang Amadeus Mozart |                  | Kungliga Operan             |
| Posa             | Don Carlos                     | Giuseppe Verdi          |                  | Kungliga Operan             |
| Guglielmo        | Così fan tutte                 | Wolfgang Amadeus Mozart | 1962             | Glyndebourne                |
| Greve Almaviva   | Figaros bröllop                | Wolfgang Amadeus Mozart | 1967             | Kungliga Operan             |
| Belcore          | Kärleksdrycken                 | Gaetano Donizetti       |                  |                             |
| Härroparen       | Lohengrin                      | Richard Wagner          | 1971             | Bayreuthfestspelen          |
| Simon Boccanegra | Simon Boccanegra               | Giuseppe Verdi          |                  |                             |
| Don Carlos       | Ödets makt                     | Giuseppe Verdi          |                  |                             |
| Scarpia          | Tosca                          | Giacomo Puccini         |                  |                             |
| Michele          | Il tabarro                     | Giacomo Puccini         |                  |                             |
| Mandryka         | Arabella                       | Richard Strauss         |                  |                             |
| Amfortas         | Parsifal                       | Richard Wagner          |                  |                             |
| Ezio             | Attila                         | Giuseppe Verdi          |                  |                             |
| Greve Luna       | Trubaduren                     | Giuseppe Verdi          |                  |                             |
| Holberg (Renato) | Maskeradbalen                  | Giuseppe Verdi          |                  |                             |
| Amonasro         | Aida                           | Giuseppe Verdi          |                  |                             |
| Sharpless        | Madama Butterfly               | Giacomo Puccini         | våren 1955       | Kungliga Operan             |
| Valentin         | Faust                          | Charles Gounod          |                  |                             |
| Escamillo        | Carmen                         | Georges Bizet           |                  |                             |
| Falstaff         | Falstaff                       | Giuseppe Verdi          |                  |                             |
| Eugen Onegin     | Eugen Onegin                   | Pjotr Tjajkovskij       |                  |                             |
| Falke            | Läderlappen                    | Johann Strauss d.y.     |                  |                             |
| Jupiter          | Orfeus i underjorden           | Jacques Offenbach       |                  |                             |
| Nebukadnessar    | Nebukadnessar                  | Giuseppe Verdi          |                  |                             |
| Pentheus         | Die Bassariden                 | Hans Werner Henze       | 1966             | Salzburgfestspelen          |
| Mamma Agatha     | Viva la mamma!                 | Gaetano Donizetti       | 1998             |                             |
| Musikläraren     | Ariadne på Naxos               | Richard Strauss         | 2003             | Malmö Opera                 |

## Diskografi

### Soloinspelningar
- 1959–1976 – Great Swedish Singers – På begäran. Tillsammans med Busk Margit Jonsson. Bluebell.[23][24]
- 1959 – Fridas visor. Skandinaviska Grammophon AB SCLP 1004. Även återutgiven på CD.
- 1962 – Gluntarne. Tillsammans med Erik Saedén, Skandinaviska Grammophon AB SCLP 1013-1014.
- 1963 – Murre Mullvads tunnelbana och 5 andra visor för hela familjen. Tillsammans med Busk Margit Jonsson. EP på skivmärket EMI.[25]
- 1964? – Christmas Music of Sweden. Arrangemang av Hans Wahlgren. Odeon / EMI DT-10485.
- 1965 – Annorstädes vals Utgiven på EP. Andra sånger på skivan: Förtrollad stad, Stilla och tyst, Kommer vår.
- 1965 – Ingvar Wixell sjunger Evert Taube. Dubbel-LP på skivmärket EMI.
- 1976 – Ingvar Wixell sings Verdi. Dresden State Orchestra, dirigent Silvio Varviso. Philips Universo Series 6580 171 (LP-skiva).
- 1997 – Svenska ballader av August Söderman, Wilhelm Peterson-Berger, Wilhelm Stenhammar och Ture Rangström. Dirigent: Johann Arnell. Stockholms filharmoniska orkester. Musica Sveciae.[24]

### Opera och oratorium
- 1971 – Le nozze di Figaro av Wolfgang Amadeus Mozart. Greve Almaviva. Tillsammans med bland andra Mirella Freni, Wladimiro Ganzarolli. Dirigent: Sir Colin Davis. BBC Symphony Orchestra. Philips.[26]
- 1966 – Lohengrin av Richard Wagner. Kungens härropare. Tillsammans med bland andra Nicolai Gedda, Aase Nordmo-Løvberg Dirigent: Silvio Varviso. Kungliga Hovkapellet och Kungliga Operans Kör. Ponto Recordings.[26]
- 1968–1974 – Förklädd gud (samt Pastoralsvit) av Lars-Erik Larsson. Tillsammans med bland andra Catarina Ligendza, Max von Sydow. Dirigent: Stig Westerberg. Radiokören, Stockholm, Sveriges radios symfoniorkester. BIS.[27]
- 1969 – Fidelio av Ludwig van Beethoven. Pizarro. Tillsammans med bland andra Christa Ludwig, James King. Dirigent: Karl Böhm. Wienerfilharmonikerna, Chor der Wiener Staatsoper. Salzburg. Opera d'Oro.[26]
- 1969 – Tosca av Giacomo Puccini. Scarpia. Tillsammans med bland andra Pilar Lorengar, Ferruccio Tagliavini. Dirigent: Lorin Maazel. Berlin Deutsche Oper Chorus. Bella Voce Qualiton.[26]
- 1971 – Attila av Giuseppe Verdi. Med José van Dam, Gundula Janowitz, Franco Tagliavini. Deutsche Oper Berlin.
- 1973 – Don Giovanni av Wolfgang Amadeus Mozart. Titelrollen. Tillsammans med bland andra Kiri Te Kanawa, Martina Arroyo. Dirigent: Sir Colin Davis. Royal Opera House Covent Garden Chorus. Philips.[26]
- 1973 – Un Giorno di Regno av Giuseppe Verdi. Belfiore. Tillsammans med bland andra Jessey Norman, José Carreras. Dirigent: Lamberto Gardelli. Royal Philharmonic Orchestra. Philips.[26]
- 1976 – Tosca av Giacomo Puccini. Scarpia. Tillsammans med bland andra Montserrat Caballé, José Carreras. Dirigent: Sir Colin Davis. Royal Opera House Covent Garden Orchestra. Philips.[26]
- 1976 – Il Trovatore av Giuseppe Verdi. Greve di Luna. Tillsammans med bland andra Joan Sutherland, Luciano Pavarotti. Dirigent: Richard Bonynge. National Philarmonic Orchestra och London Opera Chorus. Decca.[26]
- 1976 – Zaide av Wolfgang Amadeus Mozart. Allazim. Med bl.a. Edith Mathis o. Peter Schreier. Dirigent: Bernhard Klee[28].
- 1977 – L'Elisir d'Amore av Gaetano Donizetti. Belcore. Tillsammans med bland andra Plácido Domingo, Ileana Cotrubas. Dirigent: John Pritchard. Royal Opera House Covent Garden Chorus. Sony Classical.[26]
- 1977 – Lucrezia Borgia av Gaetano Donizetti. Don Alfonso Tillsammans med bland andra Dame Joan Sutherland, Giacomo Aragall Dirigent: Richard Bonynge. London Opera Chorus. Londo. Decca Grand Opera Series.[26]
- 1977 – I Pagliacci av Ruggiero Leoncavallo. Tonio. Tillsammans med bland andra Luciano Pavarotti, Mirella Freni. Dirigent: Giuseppe Patanè. London Opera Chorus. Decca.[26]
- 1978 – Madama Butterfly av Giacomo Puccini. Sharpless. Tillsammans med bland andra Renata Scotto, Plácido Domingo. Dirigent: Lorin Maazel. Ambrosian Opera Chorus. Sony BMG Masterworks.[26]
- 1978–1979 –  Un Ballo in Maschera av Giuseppe Verdi. Renato. Tillsammans med bland andra Montserrat Caballé, José Carreras. Dirigent: Sir Colin Davis. Royal Opera House Covent Garden Orchestra. Decca.[26]
- 1979 – La Bohème av Giacomo Puccini. Marcello. Tillsammans med bland andra José Carreras, Katia Ricciarelli, Håkan Hagegård. Dirigent: Sir Colin Davis. Royal Opera House Covent Garden Orchestr. Philips.[26]
- 1984 – Rigoletto av Giuseppe Verdi. Rigoletto. Tillsammans med bland andra Luciano Pavarotti, Victoria Vergara. Edita Gruberova. Dirigent Riccardo Chailly. Wiener Philharmoniker.
- 1990 – Tosca av Giacomo Puccini. Scarpia. Tillsammans med bland andra Raina Kabaivanska, Luciano Pavarotti. Dirigent: Daniel Oren. Rome Opera House Chorus. Sony BMG Masterworks/RCA Victor Red Seal.[26]
- Il Tabarro av Giacomo Puccini. Michele. Med bl.a. Placido Domingo, Renata Scotto. Dirigent: Lorin Maazel[29].

## Filmografi
- 1964 – Svenska bilder

### Fotnoter
1. ↑  Svenska Filminstitutet Svensk Filmdatabas Arkiverad 17 oktober 2013 hämtat från the Wayback Machine.
2. ↑  Wixell, K G Ingvar i Vem är det 1993
3. ↑  ”Operastjärnan Ingvar Wixell har avlidit”. Musiknyheter.nu. 11 oktober 2011. Arkiverad från originalet den 17 oktober 2013. https://web.archive.org/web/20131017005136/http://www.musiknyheter.nu/operastjarnan-ingvar-wixell-har-avlidit_20111011.html. Läst 12 oktober 2011.
4. ↑   Sveriges dödbok 1901–2013 Swedish death index 1901-2013 (Version 6.0). Solna: Sveriges släktforskarförbund. 2014. Libris 17007456. ISBN 9789187676642
5. 1 2  ”Ingvar Wixell Biography” (på engelska). Answers.com. Arkiverad från originalet den 10 oktober 2011. https://www.webcitation.org/62KjLQwvW?url=http://www.answers.com/topic/ingvar-wixell-classical-musician. Läst 10 augusti 2008.
6. 1 2   The New Grove Dictionary of Opera [band 4]. Macmillan Publishers. 1994. sid. 1168
7. ↑  Olve, Nils-Göran (1979). Åstrand Hans. red. Wixell, Ingvar. Sohlmans musiklexikon. "5, Particell-Øyen". Stockholm: Sohlman. sid. 839. Libris 8372042. ISBN 91-7198-025-3
8. ↑  ”Ingvar Wixell har avlidit”. Norrländska Socialdemokraten. 11 oktober 2011. http://www.nsd.se/nyheter/lulea/artikel.aspx?ArticleId=6456120. Läst 12 oktober 2011.
9. ↑  Dagmar Gustafsons Elever
10. ↑   Vem är det : Svensk biografisk handbok. P A Norstedt & Söners Förlag. 1985. sid. 1208
11. ↑  TT (10 oktober 2011). ”Operastjärnan Ingvar Wixell död”. Expressen. Arkiverad från originalet den 19 januari 2012. https://web.archive.org/web/20120119212803/http://www.expressen.se/nyheter/1.2586303/operastjarnan-ingvar-wixell-dod. Läst 10 oktober 2011.
12. ↑  Sørensen, sid 622
13. ↑  ”Gluntarne Volym 1 / Wixell, Ingvar”. Svensk mediedatabas. 1962. http://smdb.kb.se/catalog/id/001473364. Läst 6 januari 2013.
14. ↑  ”Gluntarne Volym 2 / Wixell, Ingvar”. Svensk mediedatabas. 1962. http://smdb.kb.se/catalog/id/001559010. Läst 6 januari 2013.
15. ↑  WIXELL, K G INGVAR, operasångare, Sthlm i Vem är Vem? / Stor-Stockholm 1962 / s 1419.
16. ↑  Wixell, K G Ingvar, operasångare, Sthlm i Vem är det / Svensk biografisk handbok / 1969 / s 1048.
17. ↑  Ingvar Wixell 80 år. Dagens Nyheter 5 maj 2011.
18. ↑   Sveriges befolkning 1980. Stockholm: Sveriges släktforskarförb. 2004. Libris 9632925. ISBN 91-87676-37-0
19. ↑  SvenskaGravar
20. ↑  ”"Berliner Kammersänger": Bariton Ingvar Wixell gestorben” (på tyska). Spiegel Online Kultur. 10 oktober 2011. http://www.spiegel.de/kultur/musik/berliner-kammersaenger-bariton-ingvar-wixell-gestorben-a-791030.html. Läst 26 juni 2013.
21. 1 2 3 4  Nyström, Pia; Kyhlberg-Boström Anna, Elmquist Anne-Marie (1996). Kungl. Musikaliska akademien: matrikel 1771-1995. Kungl. Musikaliska akademiens skriftserie, 0347-5158 ; 84 (2., rev. och utök. uppl.). Stockholm: Musikaliska akademien. Libris 7749167. ISBN 91-85428-99-X (inb.)
22. ↑  Regeringens belöningsmedaljer och regeringens utmärkelse Professors namn (SB PM 2006:1), sid 31 Arkiverad 21 oktober 2012 hämtat från the Wayback Machine.
23. ↑  På begäran = by request / Ingvar Wixell på Svensk mediedatabas
24. 1 2  Swedish Music Shop 2007
25. ↑  Ingvar Wixell på Svensk mediedatabas
26. 1 2 3 4 5 6 7 8 9 10 11 12 13 14 15  CD Universe 2007
27. ↑  Biblioteket.se 2007
28. ↑  RED Musical Catalogue, 2004
29. ↑  Gramophone Classical Catalogue, June 1984